# Tramwaje w Werderze
Tramwaje w Werderze – zlikwidowany system komunikacji tramwajowej w niemieckim mieście Werder (Havel), działający w latach 1895–1926.

## Historia
18 czerwca 1895 udzielono koncesji na eksploatację linii tramwajowej w mieście. Otwarcie linii tramwaju konnego nastąpiło 28 lipca 1895. Linia o długości 2,8 km i rozstawie szyn wynoszący 1435 mm połączyła dworzec kolejowy z końcówką Markt. Tramwaje tę trasę pokonywały w czasie 26 minut. Właścicielem linii była spółka Werdersche Straßenbahn-Aktiengesellschaft zu Werder an der Havel. 19 lipca 1911 miasto przejęło tramwaje i nowym operatorem na linii zostało przedsiębiorstwo Städtische Pferdebahn Werder an der Havel. 26 czerwca 1913 udzielono koncesję na eksploatację nowej linii tramwajowej do Glindow. Otwarcie tej linii nastąpiło 15 czerwca 1914. Po otwarciu tej trasy w mieście były dwie linie tramwaju konnego, łączna długość tras wynosiła 6 km:
- niebieska: Bahnhof Werder — Markt
- żółta: Bahnhof Werder — Glindow

W 1920 zamknięto linię do Glindow. Linię pomiędzy rynkiem a dworcem zamknięto 7 sierpnia 1926 i zastąpiono komunikacją autobusową.